# Wilhelm Marstrand
Wilhelm Marstrand (24. prosince 1810, Kodaň, Dánsko – 25. března 1873, tamtéž) byl dánský malíř a ilustrátor. Studoval na Metropolitní škole v Kodani (Metropolitanskolen). Byl jedním z nejznámějších umělců patřících do zlatého věku dánského malířství. Byl také profesorem, mezi jeho studenty patřili například Peder Severin Krøyer, Michael Ancher a Carl Heinrich Bloch.